# Streckensteuerung
Streckensteuerungen sind eine Variante von CNC-Steuerungen und als solche bei der Werkstückhandhabung sowie bei der Steuerung einfacher Werkzeugmaschinen im Einsatz. Es ist immer nur die Vorschubbewegung in einer Achse möglich, deren Bewegung in Art und Geschwindigkeit beeinflusst wird, alle anderen Achsen können vorher positioniert werden, stehen bei der Bearbeitung aber still. Mit Streckensteuerungen sind meist nur achsparallele Vorschubbewegungen möglich.
Eine Streckensteuerung wird auch verwendet, um Bearbeitungsaggregate einer Durchlaufmaschine in dem Moment einsetzen zu lassen, in dem das Werkstück das Aggregat passiert. Dabei handelt es sich um eine Kombination aus Strecken- und PTP-Steuerung, da nicht die Vorschubbewegung der Achse selbst gesteuert wird, sondern anhand der vorberechneten Bahn die Einsatzpunkte von Point-to-Point-gesteuerten Werkzeugen an der streckengesteuerten Achse bestimmt werden.
Mit Hilfe der Programmiereinheit werden die Ein- und Aussetzzeiten programmiert. Die Zeitmessung wird durch das Passieren eines Sensors im Maschineneinlauf durch das Werkstück gestartet. Vor Einsatz dieser Art der Streckensteuerung wurden Aggregate an Durchlaufmaschinen durch das Passieren von Endschaltern aktiviert.